# Hyrum Slough
Der Hyrum Slough ist ein Fluss im Cache County im US-Bundesstaat Utah. Er entspringt abseits einer Böschung an der Kreuzung zwischen E 400 S und S 300 E in Hyrum etwa einen Kilometer nordöstlich des Hyrum Reservoir beziehungsweise des Hyrum State Park, wobei er durch einen Kanal ergänzt wird. Er fließt anschließend in nordwestliche Richtung. Im Laufe seines Laufs stoßen verschiedene Kanäle auf den Fluss, unter anderem der Hydrum Canal. Der Hyrum Slough mündet nach kurzer Distanz etwa 50 Meter südlich einer Sackgasse der W 1800 S in den Spring Creek. Die Flusslänge beträgt etwa 15 Kilometer.